# Kreveta baltická
Kreveta baltická (Palaemon adspersus) je 5 až 6 cm dlouhý průsvitný korýš, žijící v Baltském moři. Živí se především řasami a drobnými korýšky. Vajíčka klade v létě. Loví se zejména v Dánsku a maso této krevety patří k lahůdkám. Vařením zčervená.